# Русская роговая капелла
Ру́сская рогова́я капе́лла — российский профессиональный музыкальный коллектив - роговой оркестр, созданный  петербургским музыкантом выпускником Ленинградской консерватории валторнистом Сергеем Песчанским в 2001 году в Санкт-Петербурге, который в XXI веке возродил исконно русскую музыкальную традицию - роговую музыку. 

## История создания

#### Краткаяистория рогового оркестра, XVIII-XX век
Роговой оркестр - это чисто русский феномен, он является национальным явлением и достоянием России и кроме России нигде больше не существовал. Роговой оркестр впервые возник в середине XVIII века трудами чешского валторниста Яна Мареша, который будучи капельмейстером у вельможи гофмаршала Семёна Нарышкина в 1751 году создал первый «роговой хор» (так тогда назывались оркестры) из крепостных крестьян. Расцвет роговой музыки пришелся на правление императрицы Екатерины II. Далее, при Павле I наступил период некоторого упадка, к концу 1810-х роговая музыка перестала быть популярной и затем к концу 1830-х годов музыка в исполнении роговых оркестров вышла из употребления.
В 1882 году состоялось 1-е возрождение рогового оркестра, Указом Александра III  был создан Роговой оркестр при Придворном музыкантском хоре (с 1896 – Придворный оркестр) по инициативе принца А. П. Ольденбургского. Роговой оркестр звучал на коронованиях Александра III в 1882 году и Николая II в 1896 годах. Последний раз в XX веке роговой оркестр выступил в Народном доме императора Николая II в благотворительном концерте в апреле 1915 года вместе с хором и Придворным оркестром п/у Г. Варлиха. Так во 2-й раз исчезли в России роговые оркестры.

#### Возрождение рогового оркестра - XXI век

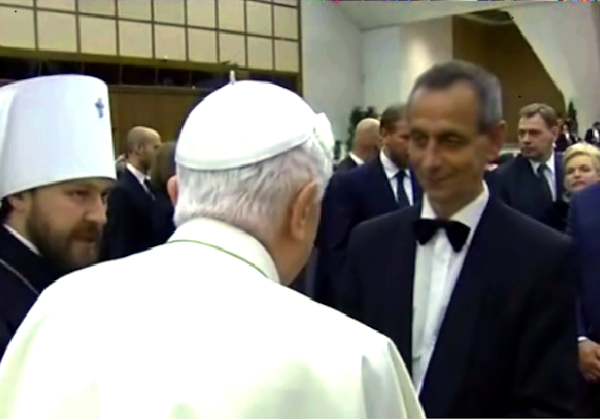
2010, папа Бенедикт XVI и Сергей Песчанский после концертного выступления Русской роговой капеллы в Ватикане

Автором-инициатором возрождения роговой музыки стал петербургский музыкант валторнист Сергей Николаевич Песчанский. Ему в  2001 году пришла идея создать простейший инструмент в помощь обучения детей игре на валторне и выбор пал на рог. Для изготовления первого рога Сергей Николаевич обратился на Ленинградскую фабрику музыкальных инструментов, но ему там отказали из-за отсутствия соответствующей технологии его создания. Тогда он сам создал первый рог, склеив его из бумаги. Затем, на базе Педагогического университета им. А.И. Герцена и при поддержке его руководства был изготовлен первый комплект инструментов - рогов из листов латуни и припоя (был сделан конус, по которому, как по шаблону, можно было вырезать рога разной длины). Постепенно собрался коллектив музыкантов-духовиков, единомышленников, которые составили первый состав рогового оркестра "Русская роговая капелла", в феврале 2002 года состоялся первый его концерт. Сейчас в оркестре более 100 инструментов – от малюток в 10 см до гигантов в 2,5 метра.На сегодняшний день коллектив состоит из 20 музыкантов. Коллекция рогов регулярно пополняется. В отличие от роговых оркестров XVIII-XIX вв., где каждый исполнитель играл только на одном инструменте, музыканту “Русской роговой капеллы” приходится играть на 2-5.
Сергей Песчанский родился в 1955 году, в 1974 году окончил Ленинградский специальный детский дом музыкального воспитания им. Н. А. Римского-Корсакова по классу валторны у Зверева Анатолий Николаевича (артиста оркеста Ленинградского театра оперы и балета им. С.М.Кирова). В тот же год поступил в Ленинградский институт культуры, а на следующий год (1975) в Ленинградскую консерваторию в класс валторны профессора Павла Орехова и окончил её (после некоторого перерыва в учёбе) в 1988 году. В разные годы работал артистом оркестра  Мариинского театра, Оперной студии Ленинградской консерватории, Ленинградского эстрадного оркестра п/у Александра Бадхена, преподавал (обучал игре на валторне) в музыкальной школе № 1 им. Ляховицкой города Ленинграда. Женат, имеет сына, 2-х внучек и внука. С 2001 года является художественным руководителем оркестра "Русская роговая капелла", а также с 2022 года преподаёт (ведёт ансамбль роговой музыки) в музыкальной школе "Музыка" №8 Фрунзенского района Санкт-Петербурга. В 2022 году награждён медалью "За заслуги в культуре и искусстве" (удостоверение № 197, Решение Правления российского творческого союза работников культуры от 24.03.2022).
Народный артист СССР, художественный руководитель СПб хоровой капеллы им. М.И.Глинки Владислав Чернушенко так написал о музыкальном коллективе: 
Роговой оркестр - это национальное достояние России, воскреситель его - бескорыстный подвижник русской культуры, а его музыканты - сподвижники великого дела. Бог даст, судьба оркестра решится и он продолжит звучать во славу Отечества
Народный артист СССР, лауреат Государственных премий СССР композитор Андрей Петров так отзывался о творчестве оркестра: 
"Русская роговая капелла" - это совершенно уникальный коллектив фантастических звучаний. С их искусством обязательно должны шире познакомиться не только в С-Петербурге, не только в России, но и в других странах, потому что ничего подобного в мире нет. Мечтаю, что может быть, когда-нибудь услышу свою музыку в звучании этой капеллы.

2023, одна из концертных афиш Русской роговой капеллы

С 2002 года коллектив ведёт большую концертную деятельность, которая в т.ч. включена в культурно-просветительскую программу университета РГПУ им. А.И. Герцена. Коллектив много гастролирует, выступая с концертами и участвуя в фестивалях в Санкт-Петербурге и других городах России, а также в ведущих странах Европы в: Греции, Испании, Франции, Эстонии, Германии, Польше, Чехии, Италии:
- Концерты в Санкт-Петербургской академической Капелле[16][17][18][19];
- 2003, выступление на открытии возрождённой Янтарной комнаты в Царском Селе;
- Концерт на праздновании 300-летия Санкт-Петербурга;
- Концерты с Германом Бауманом (Германия, валторна) в России и Германии[20];
- Выступление с Полом Ниемисто (США, эуфониум) в Москве[21];
- Международный карильонный фестиваль "Музыка над городом"[22];
- Ежегодные сезонные выступления в Нижнем парке музея-заповедника «Петергоф»[23][24];
- Ежегодный фестиваль «Царская музыка»[25][26][27];
- Выступления на фестивалях «Православная Русь»[28];
- Концерты в Малом[29] и Большом[30][31] зале Санкт-Петербургской филармонии им. Д. Д. Шостаковича;
- 2010. Встреча Патриарха Московского и всея Руси Кирилла с Патриархом Константинопольским Варфоломеем. Александро-Невская Лавра;
- 2010, Ватикан, Зал папской аудиенции. Концерт русской музыки перед папой Бенедиктом XVI[32];
- Регулярные концерты в Духовно-просветительском центре Александро-Невской Лавры (Санкт-Петербург)[33].

В репертуаре коллектива музыка: народная, фанфарная, духовная, классическая русская и западноевропейская, исполняются произведения композиторов: А. Глазунова, Р. Штрауса, П. Чайковского, Д. Шостаковича, П. Чеснокова, М. Балакирева, Д. Бортнянского, А. Гречанинова, М. Глинки, К. М. Вебера, Э. Грига, Дж. Каччини, Дж. Россини, Л. Бетховена, Л. Денца, Ж.Б. Люлли, В. А. Моцарта, Р. Глиэра, А. Львова, А. Александрова, Н. Эгинского, О.И. Козловского, Ф. Шуберта, Г. Перселла, Ф. Мендельсона, К. Сен-Санса, Г. Свиридова, Э.Л. Уэббера, Г. Ф. Генделя, Ж. Б. Арбана, М. Ипполитов-Иванова, Т. Альбинони, В. Бибергана. Совместно с Русской роговой капеллой в концертах также участвуют солисты (духовые инструменты и вокал).

## Видео
- Concerto di musica russa in Vaticano per Benedetto XVI
- Старейшие музыкальные коллективы России - Русское чудо. Роговая музыка (Телеканал "Россия - Культура", 26.10.2024)

## Дискография
- Russian Horn Capella. Русская и зарубежная музыка (в переложении для рогового оркестра). Художественный руководитель и дирижёр Сергей Песчанский, дирижёры: Сергей Ежов и Дмитрий Руссу.
© 2008, С.Песчанский. Produced in Russia.ПБОЮЛ "Слобцов", Санкт-Петербург. Лицензия МПТР России ВАФ 77-55, IMLCD075
- Russian Horn capella and soloist (artistic direktor and conductor Sergei Peschansky), Hermann Baumann (French Horn), Germany, Irina Andryakova (soprano), Russia, Eurasia choir (director Ou Ghen ir),Northern "Star" string ensemble. 2010, Издательство IMLab, Санкт-Петербург. 2010, "Фортмедия". Лицензия МПТР России ВАФ 77-225, IMLCD101

## Пресса, статьи
- "Мы ликуем славы звуки!". Газета "Вечерний Петербург", №186 (25455) от 12.10.2015 ;
- "Eine große Freundschaft" (Большая дружба).  Namalie Vishvabharatha. Stadttell - Zeitung, Keltwig NRZ 17.10.2006 ;
- "Schnelle Tonfoolgen erfordem hochste Konzetration. Horn orchester aus St.Petersburg beeindrukt Baden-Badener Publikum" (Быстрые звуковые последовательности требуют высочайшего уровня концентрации. Роговой оркестр из Санкт-Петербурга впечатлил публику Баден-Бадена). Zeitungsartikel "Badisches Tagblatt" 17.10.2006
- "В роговом оркестре главное - это живой звук". С. Песчанский. Статья в журнал "Оркестр", № 05 (61), декабрь 2020;
- "Русское музыкальное чудо в колыбели кировских чудо-тракторов". Т.Молодцова. Газета "Кировец" № 27 (11456) 18.08.2008
- "Бенедикт XVI благодарен патриарху Кириллу за концерт в Ватикане". Интерфакс, 21.05.2010